# Bernardo Lemes
Bernardo Marcos Lemes (Curitiba, 8 gennaio 2002) è un calciatore brasiliano, centrocampista del Coritiba.

## Carriera
Cresciuto nel settore giovanile del Coritiba, ha esordito in prima squadra il 31 luglio 2021 disputando l'incontro del Campeonato Brasileiro Série B vinto per 3-1 contro il Náutico.

## Statistiche

### Presenze e reti nei club
Statistiche aggiornate al 19 giugno 2022.
| Stagione        | Squadra         | Campionato      | Campionato | Campionato | Coppe nazionali | Coppe nazionali | Coppe nazionali | Coppe continentali | Coppe continentali | Coppe continentali | Altre coppe | Altre coppe | Altre coppe | Totale | Totale |
| Stagione        | Squadra         | Comp            | Pres       | Reti       | Comp            | Pres            | Reti            | Comp               | Pres               | Reti               | Comp        | Pres        | Reti        | Pres   | Reti   |
| --------------- | --------------- | --------------- | ---------- | ---------- | --------------- | --------------- | --------------- | ------------------ | ------------------ | ------------------ | ----------- | ----------- | ----------- | ------ | ------ |
| 2021            | Coritiba        | B               | 1          | 0          | CB              | 0               | 0               |                    | -                  | -                  |             | -           | -           | 1      | 0      |
| 2022            | Coritiba        | A1/PR+A         | 8+19       | 0          | CB              | 0               | 0               |                    | -                  | -                  |             | -           | -           | 27     | 0      |
| 2023            | Coritiba        | A1/PR           | 7          | 0          | CB              | 1               | 0               |                    | -                  | -                  |             | -           | -           | 8      | 0      |
| 2023            | Guarani         | B               | 2          | 0          | CB              | 0               | 0               |                    | -                  | -                  |             | -           | -           | 2      | 0      |
| Totale carriera | Totale carriera | Totale carriera | 37         | 0          |                 | 1               | 0               |                    | -                  | -                  |             | -           | -           | 38     | 0      |

## Palmarès

### Club

#### Competizioni statali
- Campionato Paranaense: 1

Coritiba: 2022